# Han Baudet

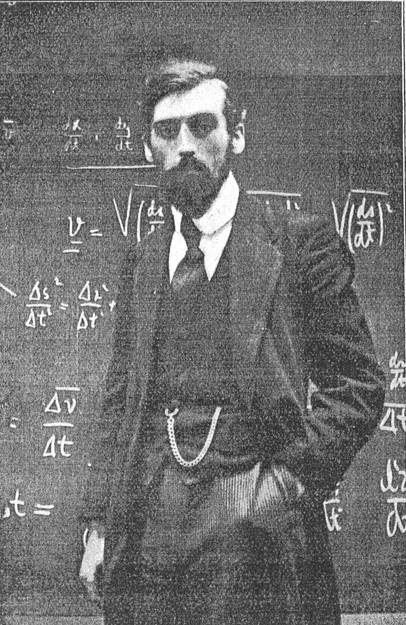
Pierre Henry Joseph Baudet (etwa 1920)

Pierre Joseph Henry „Han“ Baudet (* 22. Januar 1891 in Baarn; † 25. Dezember 1921 in Den Haag) war ein niederländischer Mathematiker.

## Leben
Baudet war der Sohn des Neurologen Henri Philippe Baudet, ärztlicher Direktor des Sanatoriums in Baarn (später das Badhotel). Er studierte ab 1908 Mathematik an der Universität Leiden bei Jan Cornelis Kluyver mit dem Doctoraalexamen 1914 und war dann Mathematiklehrer am städtischen Gymnasium in Den Haag, das er selbst besucht hatte. 1918 wurde er bei Johan Antony Barrau an der Universität Groningen promoviert (Gruppentheoretische Untersuchungen, Niederländisch).  1919 wurde er Professor für angewandte Mathematik und Mechanik an der Technischen Universität Delft, starb aber schon 1921 an einer Lungenentzündung.
Er ist für die Vermutung von Baudet bekannt (unabhängig von Issai Schur formuliert): teilt man die natürlichen Zahlen in zwei Klassen, enthält mindestens eine arithmetische Progressionen beliebiger Länge. Bald darauf bewies ihn Bartel Leendert van der Waerden samt einer Verallgemeinerung.
Er war ein guter Cellist und Pianist, sprach viele Sprachen (allein vier osteuropäische) und war ein passionierter Schachspieler und Laska-Spieler. 1912 nahm er an den niederländischen Schachmeisterschaften teil und kam auf einen (geteilten) dritten Platz (wobei er im Turnier die spätere Nr. 2, Johannes Esser schlug). Er schlug 1919 auf einem Turnier in Scheveningen Richard Reti und in Simultanpartien sowohl Emanuel Lasker als auch Capablanca. Lasker, der mit Baudet befreundet war (beide waren zudem Mathematiker), spendete der Witwe Geld für die Ausbildung der Kinder. Er war der Vater des Historikers Henri Baudet (1919–1998) und der Urgroßvater des Politikers Thierry Baudet.